# Bill Drayton

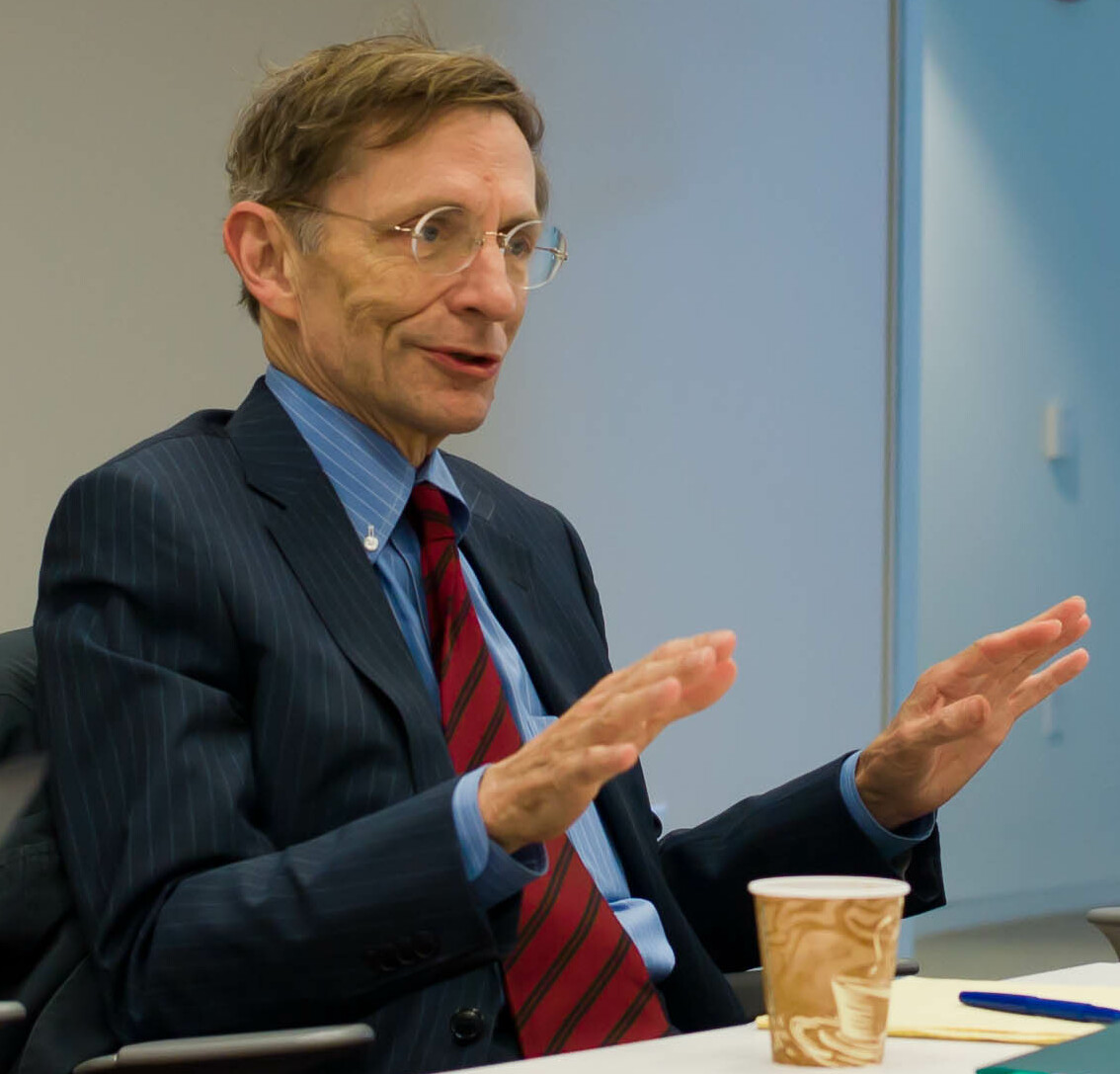
Drayton, 2012

Bill Drayton (William Drayton) (* 1943 in New York City) ist ein sozial orientierter Unternehmer (Social Entrepreneur).

## Leben
Drayton besuchte die Phillips Academy. Er studierte an der Harvard University (BA 1965). Im Anschluss studierte er Wirtschaft am Balliol College der Oxford University (MA 1967) sowie Recht an der Yale Law School (JD 1970).
Er arbeitete von 1970 an knapp zehn Jahre für McKinsey & Company. Im Anschluss wechselte er zur nationalen Umweltbehörde Environmental Protection Agency (EPA). Er übernahm Gastprofessuren an der Harvard University und der Stanford University. Drayton ist Gründer und aktueller Vorsitzender von Ashoka, einer Non-Profit-Organisation, die sich zum Ziel gesetzt hat, weltweit sozial orientierte Unternehmer zu finden und zu fördern. Weiterhin ist er Vorsitzender der Organisationen Community Greens und Get America Working!.

## Auszeichnungen
2005 wurde Drayton von U.S. News & World Report zu einem von America's 25 Best Leaders gekürt. 2011 erhielt er den Prinz-von-Asturien-Preis in der Kategorie Internationale Zusammenarbeit. 2013 wurde er mit dem Planetary Award der Zukunftsinitiative Design me a Planet und des Instituts für Zukunftskompetenzen ausgezeichnet. Er ist zudem seit 1996 gewähltes Mitglied der American Academy of Arts and Sciences und seit 2019 der American Philosophical Society.